# 올리비아 팔레르모
올리비아 팔레르모(Olivia Palermo, 1986년 2월 28일 ~ )는 미국의 사교계 인사, 모델, 배우이다. MTV 리얼리티 쇼 《더 시티》 출연으로 이름을 알렸다.